# Nascita dell'industria cinematografica italiana

La nascita dell'industria cinematografica italiana è databile tra il 1903 e il 1909, con periodo di gloria culminato nel 1914. In questo periodo l'Italia era un paese all'avanguardia, in cui fu ideato, con tutta probabilità, il lungometraggio come lo intendiamo oggi.

## Le prime case di produzione

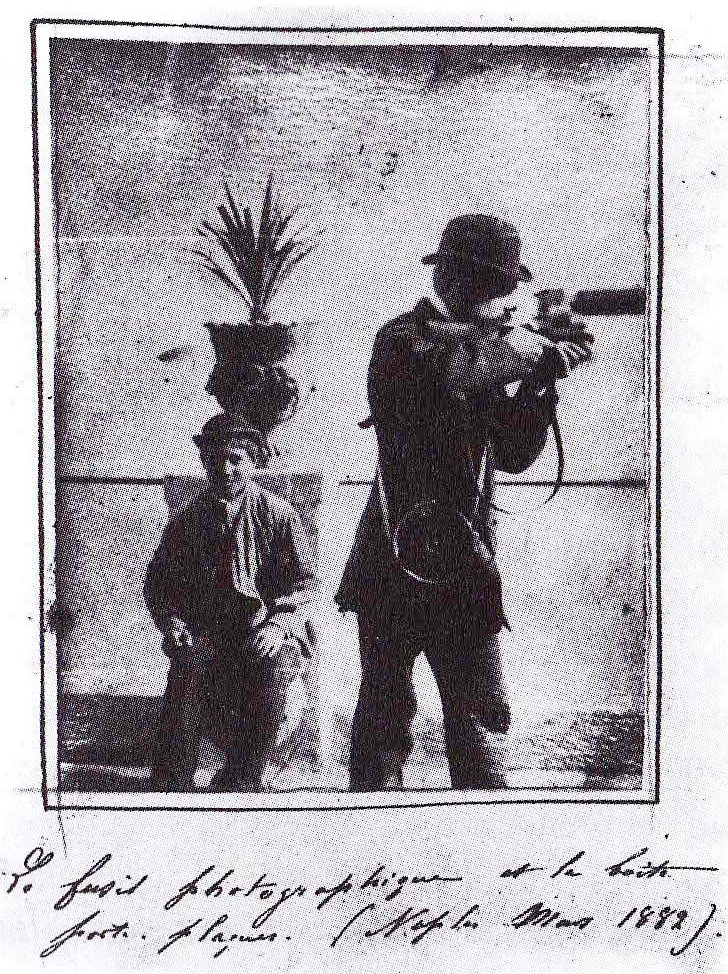
Étienne-Jules Marey a Napoli

Durante il suo soggiorno a Napoli nel 1888 l'inventore francese Étienne-Jules Marey, con il suo cronofotografo, imprime su pellicola un breve filmato dei Faraglioni intitolato Vague, baie de Naples. Il cinema a Napoli arrivò tre mesi dopo la sua invenzione ad opera dei Fratelli Lumiere, (anche se nel capoluogo partenopeo Menotti Cattaneo aveva brevettato una macchina somigliante): il 30 marzo 1896 al Salone Margherita ci fu la prima proiezione dei lavori dei fratelli francesi. Nel 1896 l'impresa Lumiere gira nella provincia napoletana alcuni filmati,  tra cui nel capoluogo, Levée de filets de peche, Via Marina e Santa Lucia, rendendola di fatto una delle città con la testimonianza cinematografica più antica.

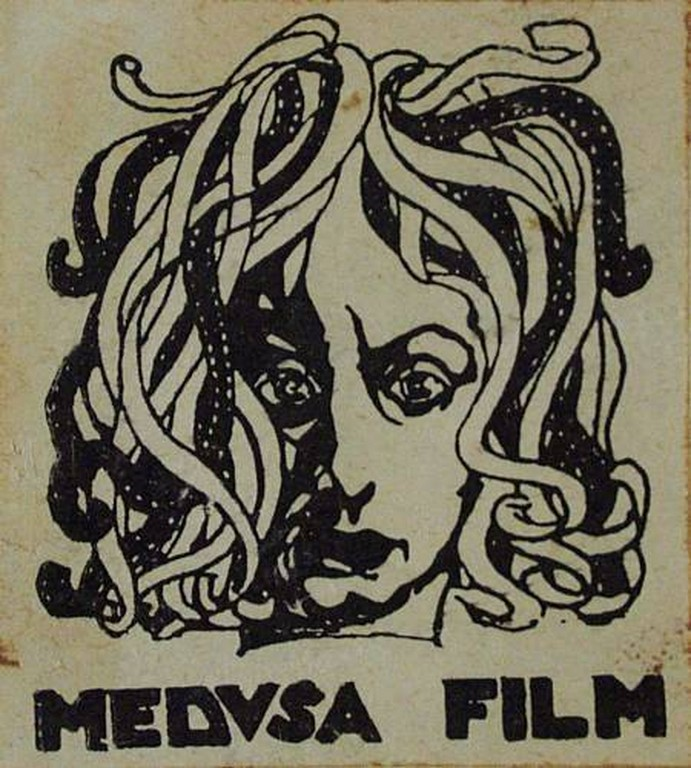
Medusa Film, Immagine del marchio, 1916

Nel maggio 1898 Mario Recanati, considerato il primo in Italia a distribuire e commerciare film, aprì la prima sala cinematografica in Galleria Umberto I al civico 90; in quell'anno la nuova invenzione viene utilizzata anche a scopi pubblicitari ottenendo un successo tale da preoccupare la Questura di Napoli.
Nel resto d’Italia il cinema è noto sin dall'epoca dei fratelli Lumière. Nel 1896, infatti, Vittorio Calcina e Giuseppe Filippi realizzano i primi storici filmati come collaboratori italiani della ditta francese.
A partire dai primi anni del 1900, grazie all'intuizione dei guadagni economici che il nuovo mezzo di intrattenimento sembrava garantire, nacquero diverse case di produzione cinematografica anche in Italia centrale e settentrionale, le poche rilevanti sono: Ambrosio Film, Cines, Itala Film e Milano Films.
Nei primi anni del Novecento sorse proprio in città, nel quartiere Vomero, la prima casa cinematografica italiana, ossia la Titanus (originariamente Monopolio Lombardo). Fondata da Gustavo Lombardo nel 1904, è la più grande e probabilmente celebre casa cinematografica del paese. 
Il primo cortometraggio si deve a Roberto Troncone che girò nel 1900 Il ritorno delle carrozze da Montevergine; filmò con grande successo popolare l'eruzione del Vesuvio e proiettò nel 1907 nella Sala Elgè di via Poerio Il delitto delle Fontanelle, considerato il primo film prodotto a Napoli.
Prima il chinetoscopio di Edison (1º giugno 1895), e a seguire il kinetrografo e il kinematografo, a Palermo avverranno le prime rappresentazioni sullo schermo dell'Isola. Nel 1905 sorge a Palermo la Lucarelli Film, la prima casa di produzione siciliana fondata da Raffaello Lucarelli e consorziata con la francese Pathé, che durante la sua attività produsse sedici film a soggetto sino alla metà degli anni Venti del Novecento. Contestualmente, la prima sala cinematografica siciliana è l'Edison Saal, ufficialmente fondata dallo stesso Lucarelli nell'ottobre del 1905. Nel capoluogo siciliano furono fondate al contempo la Azzurri Film da Paolo Azzurri, e la Lumen Film, Casa italo-elvetica, da Albert Roth-de-Markus, alle quali si aggiunsero la Gloria-Sicula e la Dore Film.
Nel 1906 a Napoli i quotidiani cittadini, di fronte al successo del cinema, testimoniato dalle ventisette sale cinematografiche, parlano di "epidemia": l'inaugurazione del Cinema Internazionale provocò disordini sedati dalla polizia e si pensò di allargare Piazza Carità per risolvere i problemi della circolazione provocati dalla presenza di tale sala. Nel 1908 sei delle sette riviste cinematografiche pubblicate in Italia erano partenopee e la rivista «Lux» di Gustavo Lombardo era diffusa anche all'estero.

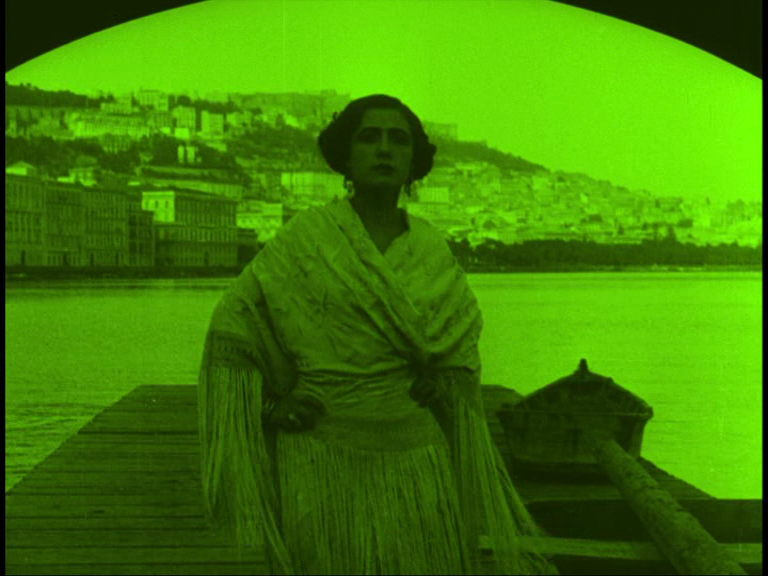
Francesca Bertini in Assunta Spina, da lei codiretto

Nel 1907, con La dea del mare di Salvatore di Giacomo, debutta al cinema Francesca Bertini, definita da Melania G. Mazzucco «Regina incontrastata del cinema muto italiano»: toscana di nascita ma di padre napoletano si trasferisce nel capoluogo partenopeo da piccola imparandone la lingua: viene considerata la prima diva del cinema e all'epoca la sua fama era tale che la corrispondenza le arrivava specificando solo la città dove abitava; fu anche sceneggiatrice con lo pseudonimo di Frank Bert.

Intorno al 1913 venne fondata ufficialmente la Polifilms di Giuseppe Di Luggo. A differenza delle altre, definite 
()
essa costituì un «salto di qualità». Essendo in difficoltà economiche, la casa produttrice, con sede in via Cimarosa, cedette nel 1919 i suoi impianti e teatri di posa a Gustavo Lombardo: questi, oltre al lavoro nell'editoria del settore, alla distribuzione all'estero di pellicole e alla fondazione della Titanus, portò in Italia i primi film di Charlie Chaplin nel 1915 ed Intolerance di D.W. Griffith nel 1916. Gian Piero Brunetta lo definisce un'eccezione laddove 
()

Cabiria (1914) Il sacrificio a Moloch

Intorno al 1909 nasce la Film Dora, successivamente diventata Dora Film, con Elvira Notari al lavoro come regista, sceneggiatrice e produttrice, del cui lavoro la Library of Congress conserva alcune copie di A Piedigrotta, aprendo nel 1925 a New York la Dora Film of America, per il pubblico costituito dagli emigranti che li potranno vedere con i titoli di Mary the Crazy Woman, Blood and Duty, The Orphan of Naples e From Piave to Trieste. Brunetta definisce i suoi film 
()
Casa di produzione a conduzione familiare, dopo aver iniziato a colorare le pellicole passa a produrre, con Elvira Notari alla conduzione, film tratti da drammi di Federico Stella e Crescenzo Di Maio, puntando, secondo il ricordo del figlio Eduardo, a fare «'o cinema de' napulitane»

## Il film storico
Dal 1905 la Cines inaugurò un genere che fece la fortuna dei cineasti italiani e che venne esportata in tutto il mondo con grande successo, il film storico in costume (poi detto peplum). Il primo film del genere fu La presa di Roma, curato da Filoteo Alberini: si trattava di un'opera di circa 15 minuti, innovativa per i contenuti, ma ancora tradizionale nella tecnica, composta con una serie di quadri animati, che però erano ispirati direttamente al mondo dell'arte, in particolare alle opere del pittore Michele Cammarano. Nel 1913 venne prodotto Quo vadis? di Enrico Guazzoni.
La Ambrosio Film produsse nel 1908 Gli ultimi giorni di Pompei di Luigi Maggi, di cui nel 1913 uscì una seconda versione di Mario Caserini, un kolossal con grandi effetti visivi che ricreavano l'eruzione vulcanica, scene di massa e atmosfere di terrore. Il film inaugurò il genere catastrofico ed era composto, anche questo, da una serie di quadri animati senza montaggio.
Il successo moltiplicò i film storici prodotti, che fecero rinascere sullo schermo un po' tutti i grandi personaggi dell'Antica Roma e del Rinascimento, della storia e della mitologia.

## La Serie d'Arte

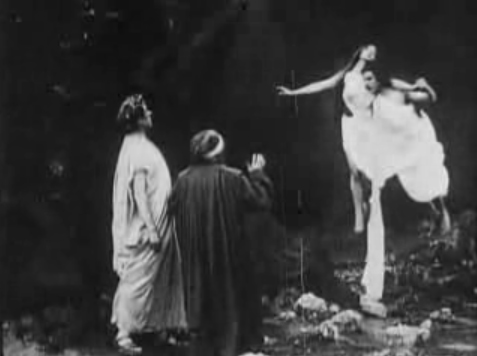
L'inferno, Milano Films, 1911

Il successo del film d'Arte francese spinse gli italiani a emulare questa forma di cinema colto, spettacolare, raffinato. Fu in particolare la torinese Itala Film di Giovanni Pastrone che inaugurò una "Serie d'arte" con il film La caduta di Troia, del 1911. I film storici iniziarono a dilatare in lunghezza la durata media dei film (che allora era al massimo sui dieci minuti), sempre più considerevolmente, anche se la tecnica rimaneva quella tradizionale, con inquadrature a medio campo fisse e lunghe, che imitavano la visione dei palcoscenici teatrali.
Nel 1911 la Milano Films produsse il primo film europeo di grande impegno letterario e artistico, l'Inferno, seguito lo stesso anno da un film concorrente della Helios Film di Velletri.

## Pastrone e lo spettacolo visionario
Giovanni Pastrone alla Itala Film aveva già realizzato un film di successo internazionale, La caduta di Troia del 1911, ma utilizzando ancora le classiche inquadrature fisse. Incoraggiato dal buon esito si dedicò alla realizzazione di un'opera più ambiziosa, sia per durata (oltre due ore e mezzo di film), sia per le spettacolari scenografie, desunte direttamente dalla tradizione dei più spettacolari allestimenti del teatro d'opera, sia per le novità nel linguaggio cinematografico, con l'abbandono della fissità della cinepresa: Cabiria (1914). Per questo film vennero scelti come collaboratori alcuni dei migliori esponenti del mondo della cultura dell'epoca, quali Gabriele D'Annunzio e Ildebrando Pizzetti.
Il film ebbe un grandissimo successo e suscitò l'interesse anche degli americani, influenzando anche un grande maestro come David W. Griffith.

## Film comici
Interessante fu anche la produzione di film comici, che ebbe come pionieri attori di origine straniera: il francese André Deed che interpretò il personaggio di Cretinetti, un tipo burlone, ubriacone e donnaiolo; il franco-italiano Ferdinand Guillaume noto per l'interpretazione del personaggio di Polidor, personaggio ingenuo e lunare, a metà strada tra l'uomo e il bambino, che ebbe la sua consacrazione nel film Pinocchio del 1911, in una perfetta sospensione tra fantasia e realtà; lo spagnolo Marcel Fabre con il personaggio di Robinet; il francese Raymond Dandy con il personaggio di Kri Kri.
A questi poi si aggiunsero negli anni successivi attori italiani, come il piemontese Ernesto Vaser, interprete del personaggio di Fricot; la romagnola Lea Giunchi, prima donna comica del cinema italiano, cognata di Guillaume e interprete del personaggio Lea; Eraldo Giunchi, figlio di Lea, uno dei primi attori-bambini del cinema italiano, interprete del comico personaggio di Cinessino; e altri minori come il napoletano Giuseppe Gambardella con il personaggio di Checco, Armando Gelsomini con il personaggio Jolicoeur, Pacifico Aquilanti e Lorenzo Soderini, questi ultimi primo e secondo interprete del personaggio Cocò.

## Diva-film e drammi mondani

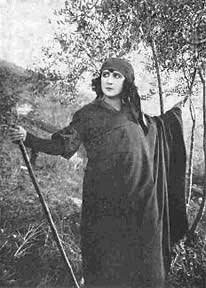
Leda Gys.

Francesca Bertini in Assunta Spina, 1915

Dal 1914 si affermò un nuovo genere, il dramma mondano, spesso tratto da testi di D'Annunzio o di Henry Bataille. I film basati sulle nuove dive, Lyda Borelli, Francesca Bertini e Lina Cavalieri, eclissano presto i film spettacolari, imponendo sceneggiature melodrammatiche e ribollenti di passioni implacabili.
Il cosiddetto "diva-film", basato sulle fatali dive del cinema, si ispirava alla pittura moderna ed alle sensuali figure del Liberty. Il genere di queste opere (tra le migliori Thaïs, Rapsodia satanica, Carnevalesca) era legato ai drammi amorosi più o meno torbidi, intrecciati con storie di morte e schiavitù morale, con effetti scenici e recitativi spesso tendenti a un ridondante eccesso sublime. Tutto era stravagante e eccessivo, ma il pregio fondamentale di questi film fu la creazione di una nuova figura che tanto peso avrebbe avuto nella storia del cinema: la diva, ideale femminile fatale, importato dal cinema scandinavo (la vamp, donna-vampiro). I divi, presto anche maschili, erano essenzialmente figure legate all'immagine, che veniva esaltata dai giornali, dalla radio e da tutti i media possibili, oltre che dallo schermo. Il genere ebbe il suo culmine tra il 1915 e il 1921 ed ebbe un fondamentale apporto nella scoperta del primo piano e di tutte le sue infinite possibilità espressive.
Le inquadrature era spesso lunghe e immobili, con i corpi allungati e pose estetizzanti, più adatte alla contemplazione che alla narrazione (di fatto le storie alle volte, oltre che poco plausibili, apparivano come semplici pretesti). I primi piani erano lunghi ed intensi, ben diversi dal rapido cinema americano coevo. Il cinema italiano quindi fece da esempio per tutto il cinema europeo, più legato ad una visione descrittiva e contemplativa dell'inquadratura, invece che alla velocità del montaggio narrativo. Lo stesso cinema espressionista tedesco ed il cinema francese d'avanguardia fecero poi del primo piano la grandezza del cinema.
Il divismo era anche un metodo pubblicitario, che creava aspettative nel pubblico e garantiva alti rendimenti economici, venendo presto esportato anche negli Stati Uniti dove divenne una vera e propria istituzione, tuttora fondamentale. Oltre alle già citate Bertini e Borelli, furono dive fatali Pina Menichelli, Italia Almirante Manzini, Leda Gys, ecc. I tipi di recitazione iniziarono a specializzarsi verso veri e propri generi, da quello più naturalistico (basato su semplicità e distensione) a quello più sovraccarico ed esasperato. Le migliori attrici sapevano spesso usare diversi registri, come la stessa Bertini che diede una grande prova di realismo in Assunta Spina, per poi tornare a modelli più conturbanti.
Nel 1916 la Borelli lanciò con Malombra un nuovo genere, il gotico, basato sull'omonimo romanzo di Antonio Fogazzaro.
Fu soprattutto Eleonora Duse a dare grande dignità artistica al diva-film interpretando nel 1916 il film Cenere, basato su un'opera di Grazia Deledda, dove interpretò il personaggio della madre vecchia, debole e abbandonata, intrisa di umano realismo che venne riscoperto e compreso solo molto tempo dopo.

## Film orchestrali
Sull'esempio di Cabiria si diffusero inoltre i film con commento musicale firmato da grandi personaggi della scena musicale contemporanea. Rapsodia satanica del 1915 vedeva Lyda Borelli recitare su musiche appositamente scritte da Pietro Mascagni.

## Declino
Con la guerra il cinema italiano non riuscì più a sostenere la concorrenza di Hollywood, venendo presto soppiantato.

## Perché l'Italia?
Alcuni storici del cinema si sono domandati perché proprio l'Italia riuscì a metter su una vera e propria industria prima ancora di paesi che avevano inventato il cinema quali Stati Uniti e Francia. Certamente l'Italia era ancora un paese nuovo, infatti la prima grande produzione italiana, La presa di Roma, celebrava i fatti del 1870 che avevano visto nascere la nazione. La necessità di riscatto dell'aristocrazia italiana, compromessa con lo scarso appoggio ai moti risorgimentali, la nascita di una nuova borghesia industriale e il bisogno di "creare" la nuova nazione furono alcuni degli elementi che fecero convergere i necessari capitali verso il nuovo mezzo cinematografico, del quale si riuscì a intuire precocemente l'importanza sia economica, che di intrattenimento e veicolazione di messaggi alla popolazione. Nei film storici si è infatti vista la ricerca di un'identità nazionale, creata attingendo alla fonte inesauribile dei miti del passato italiano, che cementasse il nazionalismo di persone fino ad allora abituate a ragionare secondo l'indipendenza dei propri piccoli stati regionali.